# Apatetris
Apatetris is een geslacht van vlinders van de familie tastermotten (Gelechiidae).

## Soorten
- A. acrocola (Turner, 1927)
- A. acropasta (Turner, 1919)
- A. achnias (Meyrick, 1904)
- A. agenjoi Gozmany, 1954
- A. alphitodes (Meyrick, 1891)
- A. altithermella (Walsingham, 1903)
- A. anisaula Meyrick, 1921
- A. autoleuca (Meyrick, 1904)
- A. belonodes (Meyrick, 1904)
- A. caecivaga Meyrick, 1928
- A. coniombra (Meyrick, 1904)
- A. cryolopha (Meyrick, 1904)
- A. chionocephala (Lower, 1901)
- A. delochorda (Lower, 1918)
- A. dinota Turner, 1933
- A. drosias (Meyrick, 1904)
- A. echiochilonella (Chrétien, 1908)
- A. halimilignella (Walsingham, 1904)
- A. harpastis (Meyrick, 1904)
- A. hexagramma Meyrick, 1921
- A. hyperaenicta (Turner, 1927)
- A. isonira (Meyrick, 1904)
- A. kinkerella (Snellen, 1876)
- A. lemurella (Meyrick, 1904)
- A. leptoconia (Turner, 1919)

- A. leucomichla (Meyrick, 1904)
- A. mediterranella Nel & Varenne, 2012
- A. megalornis (Meyrick, 1904)
- A. melanombra (Meyrick, 1888)
- A. miarodes (Meyrick, 1904)
- A. microtima (Meyrick, 1904)
- A. mirabella Staudinger, 1879
- A. niphaula (Meyrick, 1904)
- A. nivea Philpott, 1930
- A. phantasta (Meyrick, 1904)
- A. poliopasta (Turner, 1919)
- A. psychrodes (Meyrick, 1904)
- A. spectrella (Meyrick, 1904)
- A. tamaricicola (Walsingham, 1911)
- A. thyellias (Meyrick, 1904)
- A. trivittellum (Rebel, 1903)
- A. zalias Meyrick, 1922